# Melkwitte zomervlinder
De melkwitte zomervlinder (Jodis lactearia) is een nachtvlinder uit de familie van de spanners (Geometridae).

## Kenmerken
De voorvleugellengte bedraagt tussen de 11 en 13 millimeter. De kleur van de vleugels is aanvankelijk bleekgroen, maar al snel bleekt het groen weg en is de vlinder vooral melkwit. Zowel op de voorvleugel als op de achtervleugel bevinden zich twee witte dwarslijnen, die ook bij uitgebleekte exemplaren in het algemeen zichtbaar zijn.

## Waardplanten
De melkwitte zomervlinder gebruikt berken, eiken en bosbessen als waardplanten.

## Voorkomen
De soort komt verspreid over het Palearctisch gebied voor. Hij overwintert als pop.

### Nederland en België
De melkwitte zomervlinder is in Nederland en België een algemene soort, die verspreid over het hele gebied kan worden gezien, in Nederland vooral op de zandgronden en in de duinen. De vlinder kent jaarlijks een of twee generaties die vliegen van halverwege april tot halverwege augustus.